# Риччи, Ренато
Ренато Риччи (итал. Renato Ricci, 1 июня 1896, Каррара, Масса-Каррара, Королевство Италия — 22 января 1956, Рим, Италия) — итальянский государственный и политический деятель, военный, министр корпораций Королевства Италия с 31 октября 1939 года по 5 февраля 1943 года, ранее президент фашистской молодёжной организации Балилла с 1926 до 1937 года, Главнокомандующий Добровольная милиция национальной безопасности (Чернорубашечники) с сентября 1943 года, а затем с появлением Итальянской социальной республикой, командующий Республиканской национальной гвардии до 1944 года.

## Биография

### Начало карьеры
Участник Первой мировой войны. Добровольцем вступив в полк берсальеров, дослужился до лейтенанта.
Один из организаторов фашистского движения в Италии. В 1919 вместе с д’Аннунцио создал непризнанное государство Фиуме.
В 1921 в городе Карраре Риччи основал местную фашистскую организацию, в составе которой участвовал в Марше на Рим. В 1923 был назначен старшим комиссаром Национальной фашистской партии (НФП) и одновременно главным консулом фашистской милиции. С 1924 по 1939 — депутат парламента.

### Фашистская молодёжная организация Балилла
В программах Бенито Муссолини фигура Ренато Риччи занимала видное место: его преданность идеалу фашистского государства и важные роли, которые он выполнял, сделали его человеком, который мог реализовать обширную программу координации, подготовки и управления Итальянской молодежью. Муссолини, который считал фундаментальным политическое и физическое образование «гражданина-солдата», задумал для этого национальную работу Балилла (ONB), включив мальчиков, даже очень молодых, пытаясь помешать другим влиятельным расширяющимся молодым организациям, таким как католические действия и разведчики.
В основе проекта была воля к распространению боевой и товарищеской логики и созданию организации военизированной формы, широко распространенной на территории, способной передать новому поколению характеры фашистской эскадрильи, развести спонтанеистский характер в организованной структуре, даже через игровые и образовательные инструменты, такие как спорт и объединения. В то же время организация должна была сделать себя способной постепенно приближать итальянцев к партии, в непрерывном процессе создания консенсуса, членства и идентификации в ценностях и содержании, продвигаемых режимом.
В 1929 году он был переизбран депутатом и также вошел в правительство Муссолини, в качестве помощника по физическому воспитанию молодежи (1929—1935), а затем для национального образования (1935—1937).

### Карьера в НФП
Сделал стремительную карьеру в НФП:
- с 1924 по 1926 и c 1940 по 1943 годы — член Национального директората НФП;
- с февраля 1925 по июнь 1925 и c марта 1926 по октябрь 1929 года — вице-генеральный секретарь НФП;
- с 1926 по 1927 год — президент фашистской молодёжной организации Opera Nazionale Balilla;
- с 1929 по 1937 год — унтер-секретарь по подготовке молодых фашистов, член Большого фашистского совета.

### Карьера в правительстве
- c 1925 по 1926 годы — чрезвычайный комиссар Пармы;
- в 1926 году — чрезвычайный комиссар Триеста;
- в 1926 году — унтер-секретарь Министерства национального образования.
- с 1939 по 1943 годs — Министр корпораций.

### Конец карьеры
После свержения Б. Муссолини бежал в Монако, затем в Баварию. При создании Итальянской социальной республики был назначен командующим (Начальником штаба Национальной республиканской гвардии) фашистской милицией (MVSN), а с 10 октября 1943 года — командующим только что созданной Национальной республиканской гвардией (Guardia Nazionale Repubblicana; GNR), находился в должности командующего до августа 1944.
Был арестован в июне 1945 года, провёл 5 лет в заключении, в 1950 году был освобождён.